# Vikos-Aoos Geopark
Der Vikos-Aoos Geopark (griechisch Γεωπάρκο Βίκου-Αώου), international Vikos-Aoos UNESCO Global Geopark, befindet sich in Griechenland und gehört zum Global Geoparks Network der UNESCO.
Der Geopark wurde 2010 gegründet und gehört seit 2017 zu den UNESCO Global Geoparks. Er ist damit einer von fünf UNESCO Global Geoparks in Griechenland.
Die zentrale Geoparkgeschäftsstelle befindet sich in den Räumlichkeiten der Epirus S.A. - Development Agency of Local Authorities (Epirus S.A. - Entwicklungsagentur der lokalen Kommunen) in Ioannina.
Aufgrund seines großen ökologischen und ästhetischen Wertes wurde der Vikos-Aoos Geopark in das europäische Schutzgebietsnetz Natura 2000 aufgenommen. Er umfasst große Teile des Nord-Pindos Nationalparks sowie den gesamten Vikos-Aoos Nationalpark.
Die hohen Berge von Nordpindos dominieren das Gebiet: Smolikas (2.637 m, höchster Berg im Geopark und zweithöchster Berg in ganz Griechenland), Tymfi (2.497 m), Trapezitsa (2.022 m), Nemertsika (2.209 m) und einige mehr. Die wichtigsten Flüsse der Region sind der Aoos sowie seine Nebenflüsse Voidomatis und Sarandaporos. Innerhalb des Gebietes gibt es wichtige archäologische Stätten, darunter einige byzantinische, aber hauptsächlich post-byzantinische und vorindustrielle Denkmäler. Fast die Hälfte der Dörfer gelten aufgrund ihrer bemerkenswerten Architektur und Gebäude als historisch. Dazu zählen religiöse Denkmäler aus dem 16. bis 19. Jahrhundert wie Kirchen sowie Klöster, die in abgelegenen und unzugänglichen Gegenden errichtet wurden (Spiliotissa, Rogovo und Soudena in Zagori und Stomio, Molivdoskepasti und Molista in Konitsa). Ein wesentlicher Bestandteil des dörflichen Verbunds in der Region und ein hervorragendes Beispiel für die vorindustrielle Technologie und die Handwerkskunst von Epirus sind die zahlreichen, gut erhaltenen Steinbogenbrücken wie die von Noutsos-Kokoris in Zagori und die Aoos-Brücke in Konitsa.
Durch den Geopark und die Berggipfel führen zahlreiche Wanderwege. Während die Aoos-Schlucht und die Vikos-Schlucht geomorphologisch von großem Interesse sind, bieten sich die Flüsse Aoos und Voidomatis (Vikos) für Wassersportarten wie Rafting und Kajakfahren an.
| Basisdaten                          | Basisdaten     |
| ----------------------------------- | -------------- |
| Dörfer:                             | 62             |
| Einwohnerzahl:                      | 8.000          |
| Minimale Höhenlage:                 | 371 m          |
| Maximale Höhenlage:                 | 2.637 m        |
| Ausgewiesene Geotope:               | 51             |
| Ausgewiesene Schutzgebiete:         | 2              |
| Natura-2000-Gebiete:                | 7              |
| Kulturdenkmäler:                    | 184            |
| Naturdenkmäler:                     | 126            |
| Traditionelle Dörfer:               | 34             |
| Artenvielfalt (Anzahl der Spezies): | Flora: > 1.700 |
| Artenvielfalt (Anzahl der Spezies): | Säugetiere: 60 |
| Artenvielfalt (Anzahl der Spezies): | Vögel: 161     |
| Artenvielfalt (Anzahl der Spezies): | Reptilien: 21  |
| Artenvielfalt (Anzahl der Spezies): | Amphibien: 11  |
| Artenvielfalt (Anzahl der Spezies): | Fische: 12     |

## Lage
Der Geopark befindet sich in dem nordwestlichen Gebiet des Regionalbezirks Ioannina in der Region Epirus und umfasst den größten Teil der Gemeinden Zagori und Konitsa. Insgesamt beinhaltet der Geopark eine Fläche von 1.217 km². Die Fahrt zur nächstgrößeren Stadt Ioannina, die sich südöstlich des Geoparks befindet, dauert in etwa 45 Minuten mit dem Auto.
Im Geopark befinden sich der Vikos-Aoos-Nationalpark und der Nord-Pindos Nationalpark.

## Namensherkunft
Der Name des Geoparks verweist auf die große Bedeutung der beiden Flüsse, die seine beiden Hauptschluchten bilden: Die Täler der Flüsse Vikos und Aoos.

## Kulturgüter im Vikos-Aoos Geopark
Innerhalb der Grenzen des Vikos-Aoos Geoparks liegt eine große Anzahl geschützter Denkmäler. Insgesamt fallen sieben archäologische Stätten und 63 byzantinische und postbyzantinische Denkmäler in die Zuständigkeit der Altertumsbehörde von Ioannina („Ephorate of Antiquities“). Weitere 114 Denkmäler fallen in die Zuständigkeit des Dienstes für moderne Denkmäler und technische Werke von Epirus, Nord-Ionio und Westmakedonien. Das Ministerium für Umwelt und Energie hat ein Archiv traditioneller Dörfer und gelisteter Gebäude eingerichtet. Gemäß dieser Liste gibt es 67 denkmalgeschützte Gebäude in Konitsa und 59 in Zagori. Schließlich gibt es im Geopark 34 als „traditionell“ ausgewiesene Dörfer.

## Biodiversität

### Ökosysteme
Im Vikos-Aoos Geopark gibt es fünf Hauptökosysteme. Sie lassen sich anhand der vorherrschenden Vegetation klar unterscheiden.
Die unterste Stufe in niedriger Höhenlage (von 371 m bis 700 m) ist eine immergrüne sklerophyllische Strauchvegetation (Sträucher mit kurzstieligen, kleinen, dicken Blättern). Weiter aufwärts erscheint der Eichenwald (Quercus sp.) (von 700 m bis 1000 m). Bei einer mittleren Höhe (von 1000 m bis 1600 m) treten Nadel- (Abies borissi-regis & Pinus nigra) und Buchenwälder (Fagus sp.) auf. In den Höhenlagen (von 1600 m bis 2000 m) findet man Schlangenhaut-Kiefern (Pinus heldreichii), ebenso wie in den subalpinen und alpinen Wiesen in noch höheren Lagen (von 2000 m bis 2637 m). Diese Ökosysteme sind oft über relativ weite Flächen verteilt. Sie vermitteln den Eindruck eines komplexen Mosaiks, in dem sich die Ökosysteme ineinander vermischen.
Neben den fünf Hauptökosystemen gibt es weitere, kleinflächigere Ökosysteme. Beispiele dafür sind felsige Hänge, Schluchten und steile Klippen sowie Wasser- (Seen und Flüsse) und Ufervegetationen. Vorhanden sind außerdem anthropogene Ökosysteme, die maßgeblich durch den Einfluss des Menschen geformt wurden, wie im Falle des Flachlandes von Konitsa.
All diese Ökosysteme weisen eine außergewöhnlich große Diversität der Pflanzen- und Tierwelt auf. Die Anzahl und Variation der Ökosysteme hängt größtenteils von den speziellen ökologischen Bedürfnissen der Arten ab. In dem weitläufigen Geoparkgebiet wurden mehr als 1700 Pflanzenarten (spezifisch und subspezifisch) erfasst. Die Fauna im Geopark ist mit 250 Wirbeltieren und einer Vielzahl von wirbellosen Spezies gleichermaßen vielfältig.

### Fauna
Die Geopark Fauna ist überaus vielfältig. Das liegt ebenso an der Anzahl aller Tierarten, wie auch dem Auftreten von seltenen und geschützten Arten. Praktisch alle großen Säugetiere, die auf dem griechischen Festland gefunden wurden, wie die Balkangämse (Rupicapra rupicapra balcanica), der Braunbär (Ursus arctos), der Wolf (Canis lupus), die Wildkatze (Felis sylvestris), der Otter (Lutra lutra) und das Reh (Capreolus capreolus), haben eine stabile Population in der Region.
Unter den 161 Vogelarten des Gebietes, sind einige Raubvögel von besonderer Bedeutung. Dazu gehören der Schmutzgeier (Neophron percnopterus), der Steinadler (Aguila chrysaetos), der Wanderfalke (Falco pereginus), der Kurzzehenadler (Circaetus gallicus) und der Lannerfalke (Falco biarmicus).
Zudem dient der Geopark elf Amphibienarten, zu denen unter anderem der Bergmolch (Ichthyosaura alpestris) gehört und 21 Reptilienarten wie der Breitrandschildkröte (Testudo marginata), als Lebensraum. Abschließend sind die elf Fischarten zu nennen. Besondere Bedeutung unter ihnen haben die endemische Pindus-Schmerle (Oxynoemacheilus pindus) und die Forelle (Salmo trutta).

### Flora
In den Grenzen des Geoparks wurden mehr als 1700 Arten und Unterarten gezählt. Das sind etwa ein Viertel aller in Griechenland vorkommenden Pflanzenarten. Diese große Vielfalt bildete sich auf Grund des großen Höhenunterschieds von 371 m bis 2637 m ü.d.M., dem stark gegliederten Relief und den spezifischen Umweltbedingungen der Teilgebiete.
Besondere Aufmerksamkeit erregen die spektakulären Gebirgsblumen des Geoparks. Dazu zählen die Wildlilie der Gattung Lilium sp., die Weiße Narzisse, auch Dichter-Narzisse (Narcissus poeticus) genannt, die Südalpine Tulpe (Tulipa sylvestris ssp. australis), der Hauswurz (Sempervivum marmoreum und Jovibarba heuffelii) und verschiedene Steinbrecharten (beispielsweise Saxifraga spruneri und Saxifraga marginata).
Die wichtigsten, medizinisch verwendeten Arten sind die Rossminze (Mentha longifolia), der Echte Salbei (Salvia officinalis), das Winter-Bohnenkraut (Satureja montana), der Thymian (Thymus leucospermum) und der Griechische Bergtee (Sideritis raeseri und S. montana). Von besonderem Interesse ist die Flora der Berge, die durch das ophiolithische (basische) geologische Substrat, wie es für den Smolikas typisch ist, geprägt wurde. Viele Spezies haben sich an die hohe Mineralienkonzentration im Boden angepasst. Beispiele dafür sind: Allysum smolicanum, Allium sphaerocephalon, Gallium ophiolithicum, Cerastium smolicanum, etc.
Des Weiteren wachsen viele seltene, endemische und geschützte Arten auf den Bergen des Geoparks, wie: Centaurea tymphaea, Sedum tymphaeum, Centaurea pawlowskii, Bornmuellera tymphaea, Silene pindicola, Onosma epirotica, Soldanella pindicola, Hieracium dasycraspedum und viele andere. Einige weniger prominente Arten der Region, aber dennoch nennenswert, sind der Serbische Felsenteller (Ramonda serbica) und das Butterkraut (Pinguicula crystallina ssp. hirtiflora).

### Schutzgebiete
Die „Sieben Natura 2000“-Schutzgebiete liegen vollständig oder teilweise im Vikos-Aoos Geopark. Diese sind:
(a) drei spezielle Naturschutzgebiete („Special Conservation Areas – SCAs“), der Vikos-Aoos Geopark, der größte Teil der Wälder des "Zentralen Abschnitts von Zagori" und der nördliche Teil des "Mitsikeli";
(b) drei spezielle Schutzgebiete („Special Protection Areas – SPAs“) das "Tymfi (Gamila)-Gebirge", der größte Teil des "Zentralen Zagori und des östlichen Mitsikeli" und ein kleiner Teil des "Douskon, Oreokastron, Meropi-Waldes, Gormos-Tals sowie Delvinaki-Sees" und
(c) ein Gebiet mit doppeltem Schutzstatus (SCA/SPA) - "Smolikas-Gipfel". Es besteht eine gewisse Überschneidung zwischen einigen der genannten SCAs und SPAs.
Außerdem befindet sich der größte Teil des Vikos-Aoos Geopark innerhalb der Grenzen des Nördlichen Pindos Nationalparks. Dieser ist mit einer Fläche von 2.000 km2das größte terrestrische Schutzgebiet Griechenlands.
Der Nationalpark wurde 2005 gegründet und entstand aus der Vereinigung zweier bereits bestehender, kleinerer Nationalparks, dem Nationalpark Vikos-Aoos im Westen und dem Nationalpark Pindos (Valia Calda) im Osten.
Im Gebiet des nördlichen Pindos-Nationalparks wurde ein abgestuftes Schutzsystem mit vier Zonen eingerichtet. Darunter sind die "Naturschutz-" sowie die "Habitat und Artenschutzzone", die zusammen den größten Teil des Vikos-Aoos Geoparks abdecken, am wichtigsten.

## Geologische Entwicklung des Vikos-Aoos Geoparks
Die geologische Struktur des Vikos-Aoos Geoparks ist überwiegend aus sedimentären und magmatischen Gesteinen aufgebaut, die aus der Erdkruste und dem Erdmantel stammen. Der Smolikas (2.637 m) im Nordosten und der Tymfi (2.497 m) im Südwesten zählen zu den höchsten Bergen Griechenlands und sind prägend für den Geopark.
Der Tymfi besteht aus Kalksteinen, die sich in der Jurazeit als Kalksedimente auf dem Meeresboden ablagerten. Später verfestigten sie sich, wurden zu Kalksteinen und durch die gebirgsbildenden Prozesse über das Meeresspiegelniveau herausgehoben. Die Kalksteine enthalten Meeresfossilien, aus denen man ableiten kann, dass sie in unterschiedlichen Wassertiefen entstanden. Der Smolikas setzt sich aus basisch, magmatischen Gesteinen (Peridotiten) zusammen. Diese bildeten sich zu Beginn der Jurazeit vor rund 200 Millionen Jahren in einer Tiefe von 100 km im Erdmantel und stiegen nach der Öffnung des Tethysmeeres an die Erdoberfläche empor und wurden unter hohem Druck als Gesteinsdecken auf andere Gesteine überschoben.
Die Sedimentationsbedingungen änderten sich vor 35 Millionen Jahren drastisch und ein neuer, andersartiger Sedimentationszyklus aus Tonen, Sanden und kieseligen Gesteinen (Feuersteinen) begann. Die Sedimente wurden meist von großen Flüssen transportiert und lagerten sich schließlich in Flussdeltas ab.
Sowohl kalkhaltige als auch klastische Meeresablagerungen werden allmählich komprimiert und in festes Gestein umgewandelt. Dieser Prozess wird als Diagenese bezeichnet und umfasst die Lithifizierung von Sedimenten sowie chemische Umwandlungsprozesse innerhalb der Sedimente. Auf diese Weise werden kalkhaltige Sedimente in Dolomite und Kalksteine umgewandelt, während sich aus klastischen Sedimenten Schluffsteine, Sandsteine und Konglomerate bilden. Diese Gesteinsschichten werden als Flysch bezeichnet.
Die geodynamischen Prozesse der letzten 20 Millionen Jahren nennt man einen neotektonischen Zyklus oder alpine Orogenese. Sie führten zu einer seitlichen Einengung (Verkürzung) der Schichten und damit verbunden zu einer Heraushebung auf das Höhenniveau eines Mittel- bis Hochgebirges. Die Massive des Smolikas und Tymfis heben sich noch immer heraus und bewegen sich gleichzeitig aufeinander zu.
Die Gesamtheit der geodynamischen Prozesse hatte die Bildung der heutigen Gebirgsketten zur Folge. Unter der Einwirkung der atmosphärischen Kräfte (Wasser, Wind und andere) wurde das heutige Landschaftsbild herausmodelliert.
Die vorherrschenden Wetterbedingungen zur Zeit des Pleistozäns spielten eine entscheidende Rolle bei der Formung des Terrains. Das Gebiet wurde in diesem Zeitalter episodisch, im Rahmen des Wechsels von Warm- und Kaltzeiten (Glazial- und Interglazialperioden), durch Gletscher bedeckt. Gleichzeitig prägten das Gebiet intensive neotektonische Aktivitäten, die in einer Reihe von steilstehenden Gesteinsverwerfungen und schnellen Aufwärtsbewegungen von Gebirgseinheiten in Erscheinung treten.
Die riesigen Wassermengen, die durch die Eisschmelze freigesetzt wurden, bahnten sich Abflusswege, die durch Verwerfungszonen vorgezeichnet waren, an denen diese Gesteine aufgelockert waren und sich durch das Wasser leicht abtragen ließen. Sie zerschnitten dadurch die Kalksteinmassen und bildeten tiefe Schluchten, die dem Land seine heutige Form geben. Die Intensität der morphologischen Prozesse zeigt sich heute in den beeindruckenden unterschiedlichen Geländeformen.
Neotektonische Aktivitäten (Aufwärtsbewegungen und horizontale Bewegungen) und Klimaveränderungen haben eine starke vertikale Erosion des Geländes sowie die Bildung der Vikos- und Aoos-Schlucht verursacht.

## Hydrogeologische Gegebenheiten und Aquifersysteme
Das Hauptgrundwasserleitersystem des Tymfi-Gebirges und vier sekundäre Grundwasserleiter - das granulare System von Konitsa, das Kassavila-Karstsystem, das Verwerfungssystem von Amarandos und das Verwerfungssystem des Smolikas – wurden innerhalb des Geoparks erschlossen. Darüber hinaus entwickelt sich am westlichen Rand des Geoparks das Karstsystem Dusco – Pogoniani. Dieses ist von besonderer Bedeutung, da es mit der Karstquelle von „Mana Nerou“ ein wichtiges Geotop beinhaltet.

### Das Tymfi Karstsystem
Die Grundwasserleiter des Systems, das sich hauptsächlich unter dem Kalkmassiv von Tymfi erstreckt, bestehen primär aus Kalksteinen des Senon (Oberkreide), Eozän (Alttertiär) sowie Vigla-Kalksteinen, die die große Monokline des Tymfi bilden. Die Unterlage (Basis) des Systems bilden die dolomitischen Vigla-Kalke (Vikos-Serie), die entlang des Voidomatis-Flussbetts verbreitet sind. Aus hydrolithologischer Sicht bilden die bituminösen Dolomite der Aoos-Schlucht und des Trapezitsa eine eigene geologische Einheit.
| Das Karstsystem des Tymfi Aquifers                       | Das Karstsystem des Tymfi Aquifers                    |
| -------------------------------------------------------- | ----------------------------------------------------- |
| Gebiet:                                                  | 300 km²                                               |
| Länge/Breite:                                            | 23 km/16 km                                           |
| Höhenlage:                                               | max. 2.497 m, min. 400 m                              |
| Durchschnittliche elektrische Leitfähigkeit des Wassers: | 316 μS/cm (Maximum: 1.159 μS/cm & Minimum: 242 μS/cm) |
| Gesamthärte des Wassers:                                 | 144 mg/l CaCO3                                        |
| Jahresdurchschnittstemperatur:                           | 11 °C (Maximum: 14,6 °C & Minimum: 8,2 °C)            |
| Durchschnittlicher Jahresniederschlag:                   | 1.000 mm in Konitsa bis 1.800 mm auf dem Tymfi.       |

### Der Porengrundwasserleiter von Konitsa
Dieser Grundwasserleiter besteht aus Sanden, Kiesen und Schottern des 38 km² großen Konitsa-Beckens. Es sind Flussablagerungen des Aoos und des Voidomatis. Das Grundwasser wird hauptsächlich durch die Infiltration dieser beiden Flüsse gespeist während der Abfluss in den Quellen Panagia und Liatovouni in der Ebene von Konitsa erfolgt.

### Das Kavasila Karstsystem und Geothermiefeld
Das kleine Kavasila Karstsystem (11 km²) erstreckt sich entlang der Karbonat-Antiklinale (Gebirgsaufwölbung) nördlich von Konitsa (Prophet Elias - Topolitsa) bis zum Flussbett des Sarantaporos (Kavasila Spa). Das Karstsystem wird überwiegend durch die Kalksteine der tektonischen Einheit der ionischen Zone gebildet. Es steht hydrogeologisch und hydraulisch in Verbindung mit dem Geothermiefeld von Kavasila.
Es handelt sich um ein klassisches geothermisches Feld, für das die folgenden Bedingungen erfüllt sind:
- eine relativ flache Thermalquelle (6 km),

- ein Reservoir (Speichergestein) oberhalb der thermischen Quelle mit primärer und sekundärer Durchlässigkeit, das den Abfluss und die Speicherung des Niederschlagswassers gewährleistet sowie ein

- undurchlässiges Gestein oberhalb des Speichergesteins, das einen Temperaturverlust verhindert.

Das Geothermiefeld nimmt eine Fläche von rund einem Quadratkilometer ein und erstreckt sich bis nach Albanien im Westen (Fluss Langarica) und grenzt an den Fluss Topolitsa im Osten nahe der Stadt Konitsa. Die warmen Quellen entspringen in den Betten der großen Nebenflüsse des Aoos (Sarantaporos und Langarica) an der Stelle, an der sie den Kalksteinriegel (Speichergestein) quer durchschneiden. Die wichtigsten Erscheinungsformen der geothermischen Felder in Griechenland sind die Quellen Kavasila Spa, Pyxaria Spa und Amarandos Fumarolen (Dampfbäder).

### Das Amarandos-Verwerfungssystem
Das System erstreckt sich beiderseits der griechisch-albanischen Grenze auf der tektonischen Platte von Amarandos. Es ist in den wasserundurchlässigen Flyschschichten von Pindos ausgebildet und erstreckt sich über eine Fläche von rund 70 km². Davon liegen 27 km² auf griechischem Gebiet. Es handelt sich um ein Grundwassersystem, das zu gleichen Teilen aus Kalksteinen des Unterjuras sowie aus ophiolithischen Gesteinskomplexen besteht und zwei getrennte Aquifere bildet.
Die Kalksteine und Ophiolithe sind tektonisch stark gestört. Sie werden von großen Verwerfungen in nordsüdlicher und westöstlicher Richtung durchzogen. Diese ermöglichen die hydraulische Verbindung zwischen den beiden Aquiferen. Sowohl die Kalksteine als auch die Ophiolite haben eine beträchtliche sekundäre Durchlässigkeit, das heißt, sie sind Kluftgrundwasserleiter. Sie ermöglichen somit die Entwicklung eines Karst-Grundwasserleiters mit großer Kapazität. Das System entwässert hauptsächlich über die Isvoros-Quelle (Amarandos Mühlen).

### Das Somalikas-Verwerfungssystem
Es erstreckt sich über die ausgedehnte tektonische Platte des Pindos, einschließlich der Gebirgsmassive von Smolikas – Vasilitsa – Valia Calda, auf einer Fläche von 733 km². Innerhalb der Grenzen des Geoparks befindet sich nur ein kleiner Teil des Somalikas Verwerfungssystems. Aufgrund des starken Einflusses auf die Wassermenge- und -qualität der Flüsse Aoos und Sarantaporos ist das System hier dennoch erwähnenswert. Das System beherbergt zudem den alpinen See Smolikas (Drakolimini). Dieser stellt ein Geotop von besonderem geotouristischen Wert dar.
Der ophiolithische Komplex ist aufgrund seiner großen Vielfalt an lithologischen Merkmalen, eine besondere hydrolithologische Einheit. Er hat keine primäre Porosität, das heißt, er ist wasserundurchlässig. Seine intensive Tektonik hat jedoch zumindest in den oberen und bestimmten tiefer liegenden Schichten zur Bildung einer beträchtlichen sekundären Durchlässigkeit geführt.
Im Smolikas-Verwerfungssystem entspringen zahlreiche große Quellen, die im Sommer die Flüsse Sarantaporos, Aoos und Aliakmonas speisen. Besonders bedeutend sind die Quellen: Alonia Eleftherou (982 m), Palioseli (1.106 m), Pades (1.227 m) und Armata (1.123 m).

## Gesteine im Vikos-Aoos Geopark
Im Bereich des Vikos-Aoos Geoparks gibt es drei Hauptgesteinsarten: Ophiolithe, Kalksteine und Flysch.
Darüber hinaus gibt es eine Anzahl von weniger häufig auftretenden Gesteinsformationen, die das geomorphologische Landschaftsinventar ergänzen. Jede von ihnen hat ihre eigene Geschichte und Bedeutung. Einige bemerkenswerte Bildungen sind Moränen, die Überreste der pleistozänen Gletscher; Geröll, das an den Hängen der Berge durch Verwitterung und Erosion älterer Felsen entstanden ist; Flussterrassen zu beiden Seiten der Flussbetten; Terra Rossa (Roterde) in Dolinen oder flachen Geländesenken und alluviale Ablagerungen (geologisch junge Abschwemmmassen).

## Die Flüsse und Hydrographie des Geoparks
Die beiden Hauptschluchten des Geoparks bilden die Täler der Flüsse Vikos und Aoos. Aus hydrologischer Sicht ist der Geopark Teil des Einzugsgebietes des Aoos, das sich im nördlichen Teil der Region Epirus befindet und eine Fläche von 2.140 km² umfasst. Dieses Gebiet erstreckt sich größtenteils über die Fläche des Regionalbezirks Ioannina. Kleinere Teile befinden sich jedoch auch in den Regionalbezirken Kastoria und Greneva. Die wichtigsten Hauptzuflüsse des Aoos sind der Voidomatis sowie der Sarantaporos.
Das Einzugsgebiet des Aoos ist in die folgenden drei Teileinzugsgebiete unterteilt:
- Aoos Unterbecken (827 km²),
- Sarantaparos Unterbecken (922 km²) und
- Voidomatis Unterbecken (391 km²).

Der Fluss Aoos entspringt in der Region von Katara nahe Metsovo und überquert nach einer Strecke von 67 km auf ausschließlich griechischem Gebiet die Landesgrenze zu Albanien, nahe dem Dorf Molyvdoskepasti. Nachdem der Aoos über 170 km in Albanien zurückgelegt hat, mündet er in das Adriatische Meer. Auf der Ebene von Konitsa fließt der Voidomatis in den Aoos. Kurz vor der griechisch-albanischen Grenze vereinigt sich auch der Sarantoporos mit diesen. In seinem Unterlauf, in der Aoos-Schlucht, durchquert das Gewässer Karbonatgestein und bildet nur noch einen einzigen Wasserlauf. In seinem Oberlauf durchfließt der Fluss Flysch und Ophiolite und wird durch ein dichtes, baumartiges Netz von Nebenflüssen gebildet. Neben dem Voidomatis und dem Sarantaporos gibt es zahlreiche weitere Zuflüsse, die Valia Calda, die Valia Kirna, den Samariniotiko und den Aspropotamos. Der Fluss Rasianitis, der das Gebiet von Laista entwässert, trifft kurz vor dem Eintritt in seine Schlucht auf den Aoos. Schließlich fließt auch der Bach Topolitsa in der Ebene von Konitsa dem Aoos zu.
Der Fluss Voidomatis entspringt im Tymfi-Gebirge. Sein Einzugsgebiet liegt fast vollständig innerhalb der Grenzen des Geoparks. Er hat an seinem Oberlauf ein dichtes Netz kleiner Bäche. Daher sind viele Nebenflüsse vorhanden, die auf Flyschgesteinen entwässern. Im Mittel- und Unterlauf sind Kalksteine weit verbreitet. Deshalb ist der Fluss in diesem Bereich weitmaschig verzweigt. Dieser Gegensatz ist durch die hohe Wasserdurchlässigkeit von Kalkstein im Gegensatz zum Flysch bedingt. Der Voidomatis ist ein typisches Beispiel für einen Karstfluss. In seinem Mittellauf, der vom Kloster Rongovo bis zur Einmündung in die Vikos-Schlucht reicht, versiegelt der Fluss allmählich sein Kalksteinbett mit den Sedimenten, die er mit sich führt. Dies ist besonders während der Trockenzeit bei Paliogefiro, zu Beginn der Vikaki-Schlucht, sichtbar. Dort versinkt er etwa 100 Metern nach dem Eintritt in den Kalkstein vollständig und tritt erst wieder in den Angastromeni-Quellen zu Tage. In seinem Unterlauf wird der Fluss von dem unterirdisch verkarsteten Grundwasserleiter durch die großen Quellen "Angastromeni", "Oikonomou" und "Arapis" sowie vielen weiteren kleineren Quellen gespeist. Diese sind die einzigen, die den Fluss während der Trockenzeit mit Wasser versorgen.
Der Fluss Sarantaporos fließt entlang der nördlichen Grenze des Geoparks und entwässert Teile des Grammos sowie des Smolikas. Sein Einzugsgebiet erstreckt sich hauptsächlich über undurchlässigen Flysch und ist daher durch ein dichtverzweigtes hydrographisches Netz von Nebenflüssen gekennzeichnet. Dies weist auf einen hohen Oberflächenabfluss und eine sehr geringe Versickerung von Niederschlägen in den Boden hin.

## Geologische Sehenswürdigkeiten im Geopark
Der Vikos-Aoos Geopark weist eine große Vielfalt an Geotopen auf. Insgesamt gibt es 51 Geotope, die in sieben unterschiedliche Kategorien eingeteilt werden.

### Tektonische Strukturen (Verwerfungen und Falten)
8. Konitsa Verwerfung
9. Aussichtspunkt mit Blick auf die Astraka-Verwerfung
10. Astraka-Verwerfung
11. Tsepelovo-Verwerfung
12. Kapesovo-Verwerfung
13. Papigo-Verwerfung
14. Die abtauchende Falte von Exochi
15. Der Felsen von Osios Nikanoras
16. Gamila-Senke
17. Aussichtspunkt mit Blick auf Smolikas und Tymfi
18. Elefthero Schichtenbiegungen
19. Roter Feuerstein des Smolikas
20. Ophiloite des Smolikas

### Flussterrassen
21. Koukouli-Terrasse
22. Aoos-Terrasse
23. Voidomatis-Terrasse

### Felsüberhänge (Halbhöhlen)
24. Klithi-Halbhöhle
25. Boila-Halbhöhle

### Aussichtspunkte (Panorama-Blicke)
26. Aussichtspunkt Oxia an der Vikos-Schlucht
27. Aussichtspunkt in der Nähe des Vikos-Dorfs in die Vikos-Schlucht
28. Aussichtspunkt Beloi in die Vikos-Schlucht
29. Aussichtspunkt Vikaki-Schlucht
30. Aussichtspunkt Aoos-Schlucht
31. Aussichtspunkt auf Konitsa und Tymfi
32. Aussichtspunkt Aoos ins Tal

### Karstformen
33. Steinwald
34. Theoktista
35. Kolymmithres, ein natürliches Schwimmbecken
36. Karstfeld Stouros
37. Karstfeld Vradeto
38. Polje von Vitsa
39. Ornio-Schachthöhle
40. Schlucht von Epos, eine Schachthöhle
41. Provatina-Schachthöhle
42. Lygeri-Schachthöhle
43. Nifi-Schachthöhle
44. Gailotripa-Schachthöhle

### Gletscherformen
45. Drakolimni-Bergsee von Tymfi
46. Plateauseen
47. Rombozi-Teich
48. Tsepelovo-Moräne
49. Vrysochori - Illiohori-Moränen
50. Bergsee Drakolimni von Smolikas
51. Agia Paraskevi-Moräne (Kerasovo)